# Lars Seligman
Lars Gunnar Seligman, född 25 maj 1910 i Stockholm, död där 25 februari 1994, var en svensk skådespelare. 
Seligman filmdebuterade 1937 i Ivar Johanssons Mamma gifter sig och har medverkat i sex filmproduktioner. 
Han ligger begravd i minneslunden på Norra begravningsplatsen.

## Filmografi
- 1937 – Mamma gifter sig
- 1948 – Janne Vängmans bravader
- 1949 – Janne Vängman på nya äventyr
- 1949 – Boman får snurren
- 1953 – I dur och skur
- 1954 – Flicka utan namn

## Teater

### Roller (ej komplett)
| År   | Roll       | Produktion                                                  | Regi             | Teater            |
| ---- | ---------- | ----------------------------------------------------------- | ---------------- | ----------------- |
| 1935 | Frans Åvik | Kvartetten som sprängdes Birger Sjöberg                     | Rune Carlsten    | Dramaten          |
| 1936 | Kiang Hai  | En dotter av Kina (Lady Precious dream) Hsiung Shih-i       | Johan Falck      | Blancheteatern    |
| 1937 | Cleomenes  | En saga för vintern (The Winter's Tale) William Shakespeare | Sandro Malmquist | Nya Teatern       |
| 1938 | Valère     | Tartuffe (Tartuffe, ou l'Imposteur) Molière                 | Sandro Malmquist | Nya Teatern       |
| 1980 |            | Som ni behagar (As you Like it) William Shakespeare         | Torsten Sjöholm  | Malmö stadsteater |
| 1981 |            | Stängda dörrar (Huis clos) Jean-Paul Sartre                 | Folke Sundquist  | Malmö stadsteater |